# Karin Previtali
Karin Previtali (16 settembre 1986) è una calciatrice italiana, attaccante del Lumezzane.

## Carriera
Karin Previtali arriva al Brescia nell'estate 2007, nell'ambito del calciomercato atto a rafforzare l'organico della squadra neopromossa in Serie A2, dopo una sola stagione di Serie B, allora terzo livello del campionato italiano femminile di calcio, raggiungendo la sorella Rajka già in organico con le rondinelle. Sotto le indicazioni del mister Rivola fa il suo esordio stagionale il 9 settembre 2007, nella prima partita di Coppa Italia dove il Brescia supera l'ASI Monza per 5-1.
Nell'estate 2019 è ritornata dopo 8 anni al Brescia. Dopo due stagioni consecutive al Brescia, si è trasferita al Lumezzane.

## Palmarès
- Serie A2 (calcio femminile): 1

Brescia: 2008-2009